# Friedrichstadt
Friedrichstadt (Frederiksstad em dinamarquês), é uma cidade da Alemanha localizada no distrito de Nordfriesland, estado de Schleswig-Holstein.